# Mối nguy
Mối nguy (hay nguy cơ) là tác nhân (tức là nguyên nhân) có khả năng gây hại cho các mục tiêu dễ bị tổn thương. Các thuật ngữ "Mối nguy" và "rủi ro" thường được sử dụng thay thế cho nhau. Tuy nhiên, về mặt đánh giá rủi ro, chúng là hai thuật ngữ rất khác biệt. Một mối nguy (nguy cơ) là bất kỳ tác nhân nào có thể gây tổn hại sức khỏe và tính mạng cho con người, hay gây thiệt hại về tài sản hoặc môi trường. Rủi ro được định nghĩa là xác suất mà việc tiếp xúc với một mối nguy sẽ dẫn đến một hậu quả tiêu cực, hay đơn giản hơn, một mối nguy không có rủi ro nếu không có sự phơi nhiễm với mối nguy đó.
Các mối nguy nếu là dạng bất hoạt hoặc tiềm ẩn, chỉ có xác suất gây hại về mặt lý thuyết. Một sự kiện được gây ra bởi sự tương tác với mối nguy được gọi là sự cố. Mức độ nghiêm trọng của các hậu quả không mong muốn của một sự cố liên quan đến một mối nguy, kết hợp với xác suất xảy ra, tạo thành rủi ro liên quan. Nếu một mối nguy không có khả năng gây ra sự cố, thì không sẽ có rủi ro. Một sự cố nối chung là hậu quả của một hày nhiều nguy cơ có độ rủi ro cao, đã xảy ra cho con người, tài sản và môi trường. Sự cố sức khỏe cho con người có thể bao gồm các dạng tai nạn (mang tính cấp tính gây nguy hiểm đến sức khỏe và tính mạng), bệnh lý (mang tính mãn tính gây suy giảm, tổn hại đến sức khỏe) của con người. Sự cố nghiêm trọng gây tổn hại đến nhiều người, gây thiệt hại tài sản và môi trường ở mức độ lớn thì gọi là thảm họa.
Các mối nguy có thể được phân loại theo nhiều cách. Một trong những cách này là phân loại bằng cách chỉ ra nguồn gốc của mối nguy (phân loại theo nguồn gốc mối nguy). Một khái niệm quan trọng trong việc xác định mối nguy theo nguồn gốc là sự hiện diện của năng lượng được lưu trữ trong mối nguy, khi được giải phóng, có thể gây ra thiệt hại (tạo ra sự cố). Năng lượng được lưu trữ có thể xảy ra dưới nhiều hình thức: hóa học, cơ học, nhiệt, phóng xạ và bức xạ, điện, âm thanh, rung động, v.v...